# ويتمان مايو
ويتمان مايو (بالإنجليزية: Whitman Mayo) هو ممثل أمريكي، ولد في 15 نوفمبر 1930 بنيويورك في الولايات المتحدة، وتوفي في 22 مايو 2001 في الولايات المتحدة بسبب نوبة قلبية.

## أعمال

### مسلسلات
- فول هاوس

## وصلات خارجية
- ويتمان مايو على موقع IMDb (الإنجليزية)
- ويتمان مايو على موقع ألو سيني (الفرنسية)
- ويتمان مايو على موقع أول موفي (الإنجليزية)
- ويتمان مايو على موقع قاعدة بيانات برودواي على الإنترنت (الإنجليزية)
- ويتمان مايو على موقع قاعدة بيانات الأفلام السويدية (السويدية)
- ويتمان مايو على موقع إن إن دي بي (الإنجليزية)
- ويتمان مايو على موقع قاعدة بيانات الفيلم (الإنجليزية)
- ويتمان مايو على موقع كينوبويسك (الروسية)